# Apidog
Apidog é uma ferramenta de gerenciamento de APIs desenvolvida pela Apidog, Inc. Ela oferece funcionalidades como design de API, geração de especificações, desenvolvimento, depuração, testes automatizados e servidores simulados (mock servers).

## História
O Apidog foi lançado ao público em 30 de agosto de 2022. Inicialmente, suportava apenas APIs REST, mas com o tempo expandiu-se para oferecer compatibilidade com vários protocolos de comunicação, incluindo GraphQL, WebSocket e gRPC. Em março de 2025, foram introduzidos o servidor MCP e suporte ao formato LLMs.txt, permitindo maior integração com ferramentas de inteligência artificial.

## Funcionalidades
As principais funcionalidades do Apidog incluem:
- Criação, importação e exportação de especificações de API, como OpenAPI e Swagger.[7]
- Suporte a servidores simulados (mock servers), com geração automática de dados baseada nas especificações e opções de hospedagem local, em nuvem ou auto-hospedada.[8]
- Utilização de ambientes e variáveis globais para facilitar testes em diferentes contextos.[9]
- Construção de cenários de testes com múltiplas etapas e verificações automatizadas.[10]

## Atualizações recentes
A versão v2.7.18, lançada em junho de 2025, introduziu recursos baseados em inteligência artificial, como a modificação de descrições de campos e dados simulados, além da configuração de chaves de API para modelos de IA.